# Sembach
Sembach là một đô thị ở huyện Kaiserslautern ở bang Rheinland-Pfalz, nước Đức. Đô thị Sembach có diện tích 5,49 km². Đô thị này là một bộ phận của Verbandsgemeinde Enkenbach-Alsenborn 
Thị trấn nằm giữa vườn quốc gia rừng Pfalz giữa Kaiserslautern và Donnersbergkreis.